# 長谷川浩大 (ナレーター)
長谷川 浩大（はせがわ ひろお、1月21日 - ）は、日本のナレーター。千葉県出身。

## 主な担当コンテンツ

### テレビ
- MUTV (J SPORTS)

### コマーシャル
- ポリデント（グラクソ・スミスクライン）
- コクヨ
- 全薬工業
- ロッテ
- 宮島松大汽船
- チューリッヒ生命
- エヌ・ティ・ティ・ドコモ関西
- 大正製薬
- 日産自動車
- 小林製薬
- ブラウン

### 駅自動放送

#### 現在
- 東京臨海高速鉄道りんかい線[1] - 各駅の1番線担当。
- 東京モノレール[1] - 羽田空港第1ターミナル駅・羽田空港第2ターミナル駅の2番線のみ。
- 東京地下鉄（東京メトロ） - 日比谷線・南北線を除く全線のB線ホーム担当[1]（一部パーツは伊藤英敏が担当）。
  - 2016年から2020年にかけて順次江越彬紀による音声に更新され、現在は渋谷駅4番線の副都心線方面への折り返し列車用の戸締め放送のみ担当。

#### 過去
- 都営地下鉄[1] - 三田線・浅草線の各駅（他事業者管理駅を除く）の2番線（三田駅は2・4番線、泉岳寺駅は1・3番線）担当。
- 沖縄都市モノレール線（ゆいレール） - 各駅の2番線担当。

### その他
- 日本航空機内用番組 『ハイスピード英会話』